# Sugar Daddy
Un padrí de sucre o Sugar Daddy ( literalment, 'papa de sucre') és el terme argòtic que designa el tipus d'home ric, normalment de més edat, que ofereix diners o regals a una altra persona més pobra, normalment més jove, a canvi de companyia o favors sexuals. Pot ser des d'una relació de sexe esporàdic fins a una relació d'amor estable.
El terme prové d'un propietari de plantacions de sucre del sud dels Estats Units, que encarnà aquest concepte.
Aquesta tendència es troba sobretot al món homosexual, on és molt freqüent aquest tipus de relació entre un jove i un home més gran. Cal no confondre-ho amb un altre tipus de relació molt semblant, entre un jove i un home, però en aquest cas sense cap intercanvi material. El revers femení s'anomena padrina de sucre o Sugar Mommy  (literalment, 'mama de sucre'). La persona jove en aquesta mena de parelles rep el nom de fillol o fillola de sucre, Sugar Baby en anglès (literalment, 'nadó de sucre').
Aquesta activitat, anomenada cites de sucre (Sugar Dating o Sugaring, en anglès), és sovint vista com una mena de prostitució encoberta, semblant al concepte de noies o nois de companyia.